# Музеј Другог српског устанка
Музеј Другог српског устанка се налази у Такову, насељу које је симбол националне борбе за ослобођење и стварање српске државе, и послује као део Музеја Рудничко-таковског краја. Посебног историјског значаја, смештен је у згради некадашње основне школе „Таковски устанак” коју је 1891. године подигао краљ Александар Обреновић по жељи Милана Обреновића, који је претходно Таково посетио 1883. године. По налогу владара, предузимач Никола Настасијевић извршио је градњу школске зграде по најсавременијим нормама ондашњег времена. Са краћим прекидима у ратно доба, школа је радила до 1981. године када је дошло до пожара. Реконструкција објекта први пут је извршена 1993/94. године ради адаптације простора за Музеј и то уочи прославе 175 година Другог српског устанка. Отворен је априла 1994. године.
На спољном зиду Музеја налази се спомен-плоча са именима устаника:
„Нека је знано свим кнезовима, кметовима и сваком брату Србину да смо овде данас код Таковске цркве имали велики састанак, договорили се да устанемо на Турке и извојујемо себи слободу. Народ ме изабрао за вођу, а ја свакоме наређујем да узме оружје и бије Турке где их види и чује. Ко изда или не послуша, томе више нема места међу нама!“

Милош Обреновић окупљенима код цркве у Такову, на Цвети, 11/23. априла 1815. године
| Испод тога, исписана су имена оних који су учествовали у дизању Другог српског устанка: |
| --- |
| А ово су имена оних који су били на тој јуначкој скупштини и завери: - Кнез Милош, - Господар Јован, - Лазар Мутап из Прислонице, - Никола Милићевић Луњевица из Луњевице, - Милић Дринчић, Тодор Беља и Добрица Весковић из Теочина, - Перица Н. Буљугбаша из Миоковаца, - Домљан Матовић Крџа и Петар Томашевић из Лочеваца, - Марко и Никола, браћа Ракићи из Рудника, - Милован Ломић из Драгоља, - Васиљ Милојевић, Милић Брајовић и Лазар Васиљевић из Брезне, - Радован Жижовић из Леушића, - Тодор Јеремић и Благоје Н. из Прањана, - Иван Шалавардић и Обрад Словић из Грабовице, - Петар Грк из Невада, - Јован Лазић из Сврачковаца, - Атанаско Михаиловић, Васо Поповић, Васа Николић, Никола Јовчић, Никола Солујић и Миленко Ђорђевић из Бершића, - Прота Јанко Витомировић, - Радојица Пауновић и Милован Топаловић из Такова, - Јован Поњавић, Радисав Раловић Опутић и Васа Милосављевић из Бруснице, - Никола Терзија из Синошевића, - Милисав Корушчић из Ручића, - Радован Бајић из Брајића, - Марко Радосављевић из Клатичева, - Сима Баралија и неки Матковић из Шарана, - Аксентије и Вићентије Чалуковић из Љеваје, - Павле и Петар Штуле из Озрема, - Станиша Петровић из Лозња, - Марко Драшкић из Полома, - Живан Дамљановић и Стеван Мирковић из Коштунића, - Максим Макљеновић из Велеречи, - Петар Томић, Радован Савић и Божо Аћимовић из Брђана, - Неки Стековић из Јабланице, - Неки Ранко из Љутовнице, - Мали Радојић из Мојсиња, - Петар Мали из Станчића, - Илија Прељинац из Прељине, - Јова Томић из Метинца, - Радован Никавица (округ ужички)... |

## Стална поставка
Стална поставка ове установе има назив „Други српски устанак и српска револуција 1804-1839”. Њоме је акценат стављен на један од најкључнијих периода у историји наше земље, значајним за каснији развитак целе Србије. Хронолошки осмишљена од стране Љиљане Станојевић, историјског саветника у Историјском музеју Србије, поставка Музеја од укупно 208 експоната осмишљена је у четири дела и обухвата свеукупну борбу Срба против Турака, која почиње Првим српским устанком 1804. године а завршава се 1839. године, крајем прве владавине Милоша Обреновића. Или, другим речима, поставка обухвата период који се назива и Српском револуцијом. 
Први део поставке посвећен је потезима рудничке војске у Првом српском устанку коју је првобитно водио Милан, а после Милош Обреновић. Изложени су следећи експонати: војнички устанички топ, печат Правитељствујушћег совјета, портрет Милоша Обреновића где је он представљен као Турчин, лула, клешта за вађење зуба, документи на арапском језику, општа амнестија становништва, као и именовање Милоша за обор кнеза три нахије (рудничке, крагујевачке и пожешке).
Други део приказује Хаџи Проданову буну подигнуту у септембру 1814. године, коју је заправо подигао његов брат и игуман манастира Трнава, Пајсије. Након што је Милош одбио да учествује у буни, заједно са Турцима је учествовао у њеном гушењу притом спасивши Хаџи Проданову породицу и водећи рачуна да што мање Срба страда. Иако је након тога био заробљен у Београду, ипак се лукаво извукао. Затим су у Рудовцима, Вреоцима, Невадама и Драгољу уследиле скупштине које су претходиле Другом српском устанку. 
Преостала два сегмента поставке усмерена су ка самом устанку – почев од цветног четвртка када Арсеније Лома осваја Рудник, преко Милошевог прихватања да води устанак, па све до препорода Србије (повратак избеглица, извршење новог пописа становништва, покретање Новина србских од стране Димитрија Давидовића, обнављање цркава и манастира, градња првих школа, установљење војне академије, покретање књижаре од стране Глигорија Возаровића, успостављање првог позоришта у Крагујевцу захваљујући Јоакиму Вујићу). 
Музеј Другог српског устанка чува чувену слику Паје Јовановића из 1894. године под називом „Таковски устанак”, ремек дело српског академског реализма. Такође, у власништву Музеја је и долама (свечано одело) кнеза Милоша Обреновића, ручни рад пореклом са београдских теразија из 30-их година 19. века, као и покривач за његовог коња. Од нарочитог значаја је и део поставке где су изложени остаци чувеног Таковског грма, изузетно знаменитог храста испод којег су се 1815. године, на Цвети, водили коначни разговори о избијању Другог српског устанка. Осим што су за прегршт приказаних предмета заслужни бројни појединци из рудничко-таковског краја, за раскош поставке заслужни су и Историјски, Народни и Војни музеј из Београда, као и Српска православна црква. Поред наведеног, у оквиру поставке налазе се и друге уметничке слике (уља на платну), оригинални цртежи и копије цртежа, акварели, дела примењене уметности, документи и копије докумената (писма, преписи, извештаји, печати, дозволе, читуље, спискови, калиграфије), предмети за свакодневну употребу (метални послужавник и керамичка посуда за течност кнеза Милоша, два мања метална тањира из куће Николе Милићевиће Луњевице, прибори за писање, свећњаци, наочаре), најранија српска нововековна одликовања и војна опрема коришћена у оба устанка (пиштољи, јатагани „белосапци” чије су дршке израђене од слоноваче и „црносапци” који имају дрвене дршке, пушке каранфилке, фишеклије за барут, топови и њихова ђулад, прангије, сабља из 18. века која је у власништву Војног музеја, кубуре, штап са бодежом на врху од Васе Поповића, „првог српског обавештајца” итд).

## Галерија
- Део сталне поставке „Други српски устанак и српска револуција 1804-1839.”
- СEРБIЕ ПЛАЧЕВНО ПАКИПОРАБОЩЕНIЕ ЛЪТА 1813. ЗАШТО И КАКО?, 1815. Прва забрањена књига у Срба чији је аутор Миљко Радоњић